# Ole Selnæs
Ole Kristian Selnæs (Trondheim, 1994. július 7. –) norvég válogatott labdarúgó, posztját tekintve középpályás. Édesapja a szintén labdarúgó Ivar Selnæs.

## Pályafutása

### Klubcsapatokban
A 2013-as szezonban a Rosenborggal bejutott a norvég kupa döntőjébe. A 2015-ös szezonban pedig megnyerték a norvég bajnokságot és a norvég kupát is.

### A válogatottban
2016. március 24-én mutatkozott be a norvég válogatottban az Észtország elleni találkozón, ahol a 65. percben Håvard Nordtveitet váltotta. 2019-ig 32 nemzetközi találkozón játszott, és 2 gólt szerzett.

## Sikerei, díjai
Rosenborg
- Tippeligaen (1): 2015
- Norvég labdarúgó-bajnokság ezüstérmes (2): 2013, 2014
- Norvég kupa (1): 2015
- Norvég kupa ezüstérmes (1): 2013